# Langona trifoveolata
Langona trifoveolata är en spindelart som först beskrevs av Roger de Lessert 1927.  Langona trifoveolata ingår i släktet Langona och familjen hoppspindlar. Inga underarter finns listade i Catalogue of Life.